# (Remember Me) I’m the One Who Loves You (album)
(Remember Me) I’m the One Who Loves You – szesnasty studyjny album muzyczny piosenkarza Deana Martina wyprodukowany przez Jimmy’ego Bowena i zaaranżowany przez Erniego Freemana, wydany we wrześniu 1965 roku przez Reprise Records.
Album został wydany ponownie na CD przez Hip-O Records w 2009 roku.

## Utwory
| 1.  | (Remember Me) I’m the One Who Loves You | 2:24 |
| 2.  | King Of The Road                        | 2:22 |
| 3.  | Welcome To My World                     | 2:20 |
| 4.  | My Shoes Keep Walking Back To You       | 2:55 |
| 5.  | Born To Lose                            | 2:30 |
| 6.  | The Birds And The Bees                  | 2:06 |
| 7.  | Walk On By                              | 2:40 |
| 8.  | Red Roses For A Blue Lady               | 2:45 |
| 9.  | Take These Chains From My Heart         | 2:42 |
| 10. | Here Comes My Baby                      | 3:17 |
| 11. | I Don't Think You Love Me Anymore       | 2:35 |
| 12. | Bumming Around                          | 2:41 |